# Llyn Cau
Llyn Cau är en sjö i Storbritannien.   Den ligger i kommunen Gwynedd och riksdelen Wales, i den södra delen av landet, 290 km nordväst om huvudstaden London. Llyn Cau ligger 472 meter över havet.  I omgivningarna runt Llyn Cau växer i huvudsak blandskog.